# 오기정 (사가현)
오기정(小城町)은 일본 사가현 중앙에 위치했던 오기군의 정이다. 2005년 3월 1일, 아시카리정·우시즈정·오기정·미카쓰키정과 합병해 오기시가 되었다.

## 역사
- 1889년 4월 1일 - 정촌제 시행에 수반해 오기군 오기정이 성립하였다.
- 1932년 4월 1일 - 오기정 외 1정 3촌이 합병해 오기정이 신설되었다.
- 2005년 3월 1일 - 아시카리정·우시즈정·미카쓰키정과 신설합병과 동시에 시로 승격해 오기시가 되어 소멸하였다.

## 교통

### 철도
- 규슈 여객철도
  - 가라쓰 선

### 도로
- 국도 203호선